# Lac Rouge (Croatie)
Pour les articles homonymes, voir Lac Rouge.
Le lac Rouge (Crveno jezero en croate) est une doline de forme circulaire situé à côté de la ville d'Imotski, dans le comitat de Split-Dalmatie en Croatie. Le lac rouge présente de nombreuses grottes et des falaises remarquables de couleur rougeâtre en raison de la présence d'oxyde de fer, lui donnant son nom.

## Description

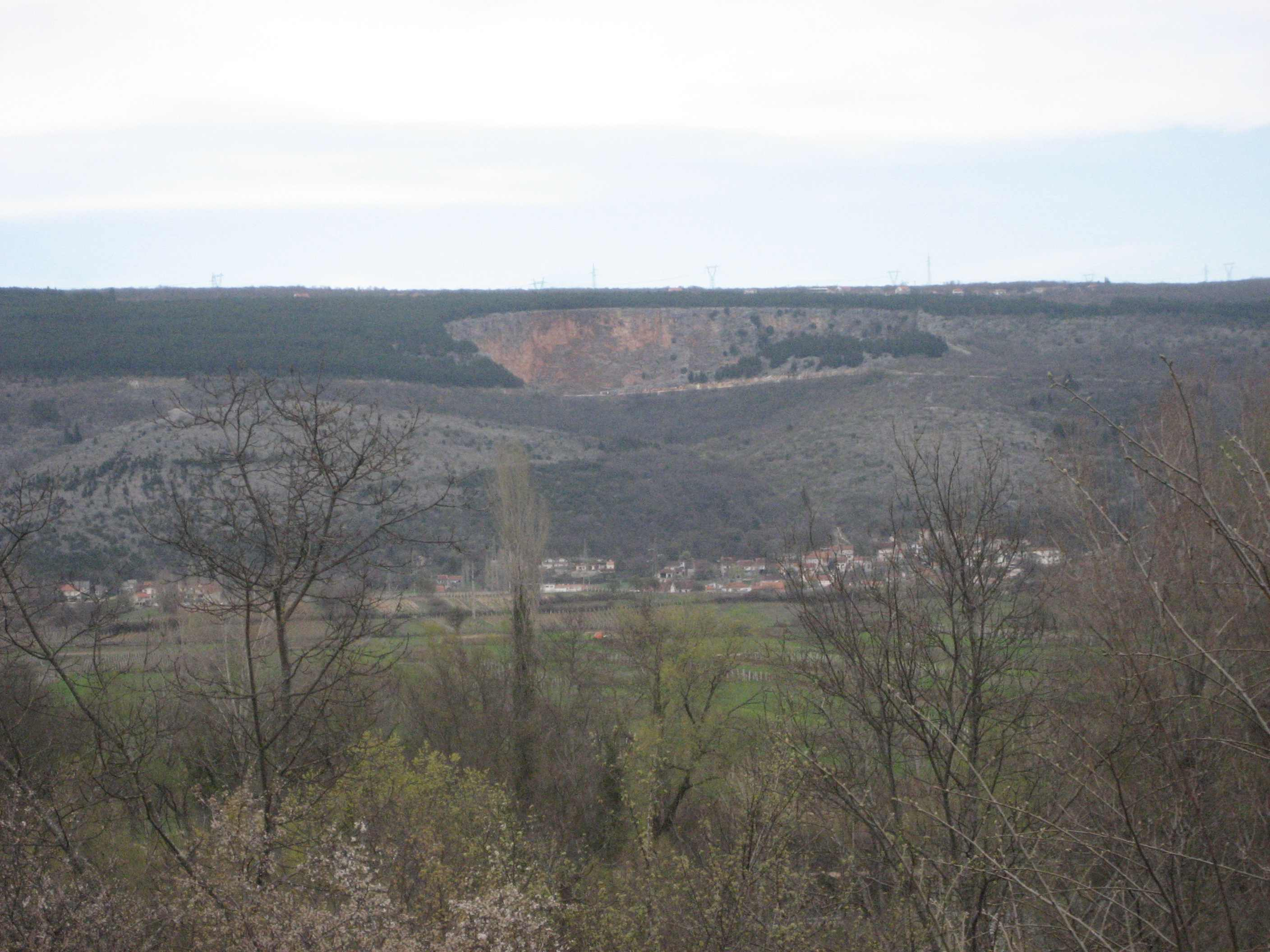
Vue générale de l'ouverture de la doline du lac Rouge près de la localité d'Imotski.

Le lac Rouge est le résultat de la forme caractéristique d'érosion des calcaires en contexte karstique. La profondeur de la doline est de 287 mètres avec une superficie de 300 m2.
Le lac est situé à une altitude de 522 mètres. Le fond du lac est atteint en 2017 par le plongeur français Frédéric Swierczynski.
Comme le lac Bleu situé à proximité, le lac Rouge est supposé être apparu lorsque le plafond d'une grotte s'est effondré formant la doline.

## Faune
Le lac abrite un poisson particulier, Delminichthys adspersus. Durant la saison sèche, ce poisson peut être vu de temps en temps dans les sources, les rivières et les lacs environnants, ce qui suggère qu'il y a une interconnexion souterraine entre le lac Rouge et d'autres plans d'eau.